# MacOS Sonoma
macOS Sonoma (version 14) est la vingtième version majeure de macOS, le système d'exploitation des Macintosh. Présenté lors de la conférence des développeurs d'Apple (WWDC 2023) le 5 juin 2023,,, il sort en version publique le 26 septembre 2023.
La première bêta pour les développeurs est sortie juste après la conférence d'ouverture,. Le système d'exploitation est nommé d'après le comté de Sonoma en Californie pour mettre à l'honneur son domaine viticole,,.

## Fonctionnalités
macOS Sonoma intègre un ensemble de nouvelles fonctionnalités et d'améliorations, principalement axées sur la productivité et la créativité.
- Les widgets sont libres de ne pas rester dans le centre de notifications et d'être déplacés directement sur le bureau. Le sélecteur de widget a été revu pour ressembler à celui d'iPadOS.
- L'écran de verrouillage a été retravaillé pour ressembler à celui d'iOS et d'iPadOS[10].
- Les applications de vidéoconférence peuvent superposer la vidéo de la webcam du présentateur au partage d'écran.
- Safari
  - Profils : permet de changer drastiquement et facilement les marques-pages, extensions et cookies pour cloisonner par exemple, le travail du personnel.
  - Partage des mots de passe : permet à plusieurs personnes d'avoir accès à la même collection de mots de passe et de les mettre à jour si nécessaire et de les diffuser aux appareils connectés.
  - « Web apps » : permet à l'utilisateur d'ajouter n'importe quel site web au Dock et de les ouvrir avec une interface simplifiée de Safari. Cette fonctionnalité est différente des applications Web progressives car elle ne nécessite de modifier quoi que ce soit pour les développeurs.
- Messages :
  - Filtres de recherche plus précis : par exemple, le nom du contact peut être combiné avec un terme de recherche dans une conversation spécifique[1].
  - Catch-up permet à l'utilisateur de passer rapidement au premier message non lu d'une conversation.
  - Nouvelle interface pour les stickers iMessage.
- PDF : Le système pourra remplir automatiquement les champs d'un PDF avec les informations contenues dans la fiche Contact de l'utilisateur[11].
- Mode jeu : Il sera possible d'activer ce mode permettant de réduire les tâches en arrière-plan et ainsi donner accès à un maximum de puissance CPU et GPU aux jeux[12].

## Configuration requise
macOS Sonoma est compatible avec tous les Macs équipés d'une puce Apple Silicon ainsi que les processeurs Intel Xeon-W ou de huitième génération et plus récents. Il abandonne cependant la prise en charge de divers modèles sortis en 2017. macOS Sonoma est donc compatible avec :
- iMac (2019 et plus récents)
- iMac Pro
- MacBook Air (2018 et plus récents)
- MacBook Pro (2018 et plus récents)
- Mac mini (2018 et plus récents)
- Mac Pro (2019 et plus récents)
- Mac Studio (tous les modèles)